# Maria Fitzherbert

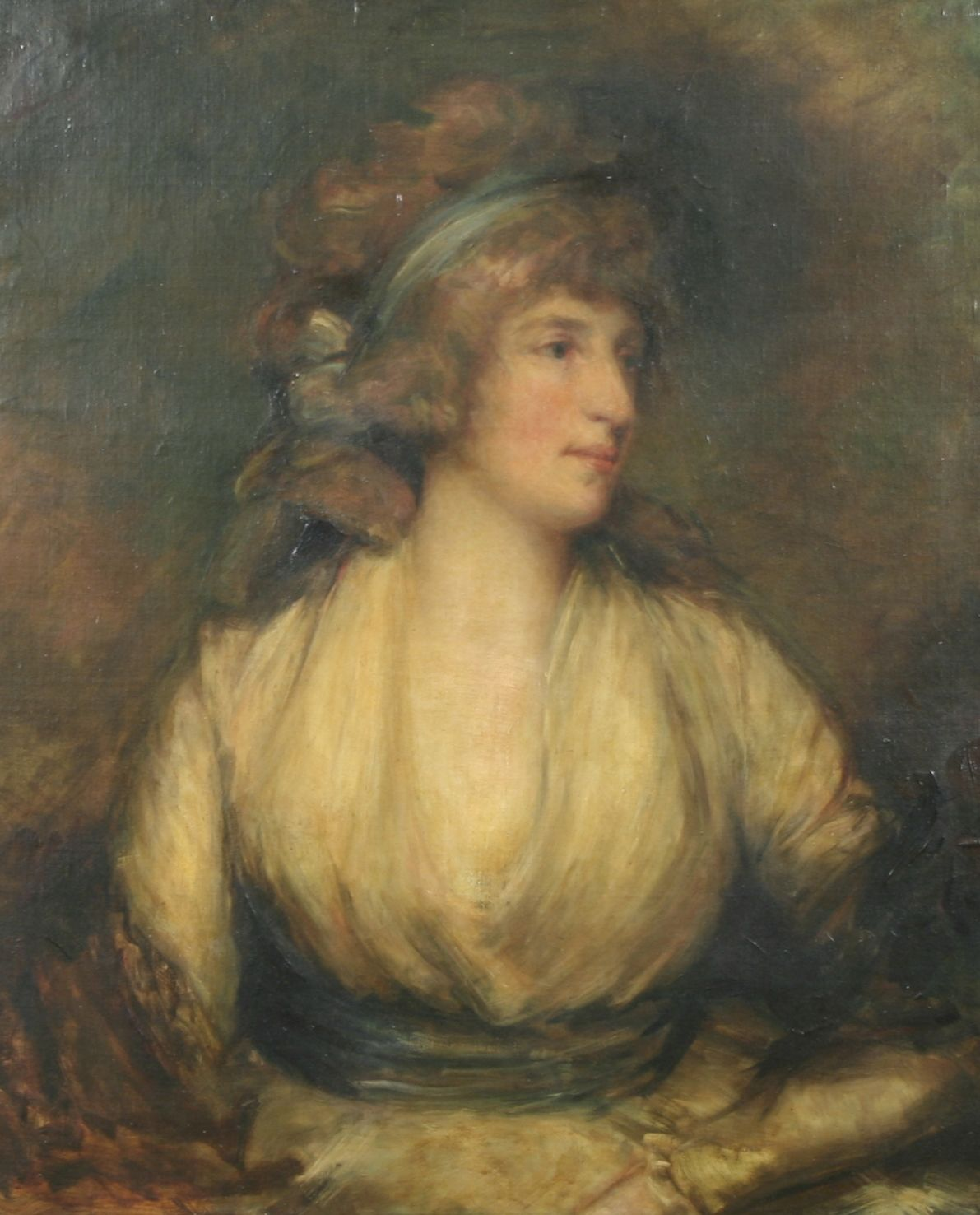
George Romney: Maria Fitzherbert, Öl auf Leinwand, undatiert

Maria Anne Fitzherbert (geborene Smythe, * 26. Juli 1756 in Brambridge, Hampshire; † 27. März 1837 in Brighton, Sussex) war eine Engländerin römisch-katholischen Glaubens und die erste Ehefrau des späteren Königs Georg IV. von Großbritannien. Ihre nach zweifacher Verwitwung mit Georg IV. 1785 heimlich eingegangene Ehe wurde vom Königshaus als ungültig angesehen und auch daher nie geschieden. Georg IV. betrachtete sie zeit seines Lebens als seine rechtmäßige Ehefrau.

## Leben
Maria Anne entstammte der englischen Gentry und wurde als das älteste Kind der Eheleute Walter Smythe, Gutsherr von Brambridge in Hampshire, und Mary Ann Errington geboren. Ihre väterlichen Großeltern waren Sir John Smythe, 3. Baronet, und Constantia Blount. Ihre mütterlichen Großeltern waren John Errington, Gutsherr von Beaufront in Northumberland, und Maria Levery. Sie wurde in Paris erzogen. Sie hatte eine Schwester, Frances Smythe († 1836), die Sir Carnaby Haggerston, 5. Baronet (1756–1831), heiratete. Der Halbbruder ihrer Mutter war Charles Molyneux, 1. Earl of Sefton.
Maria Anne heiratete im Juli 1775 den reichen katholischen Grundbesitzer Edward Weld (1740–1775), Gutsherr von Lulworth Castle in Dorset, und Witwer der Hon. Juliana Petre, Tochter des Robert Petre, 8. Baron Petre. Die Ehe blieb kinderlos, und ihr Ehemann starb 1775. Sie heiratete 1778 in zweiter Ehe Thomas Fitzherbert (1746–1781), Gutsherr von Swynnerton in Staffordshire und Norbury in Derbyshire. Aus der Ehe ging ihr Sohn Charles William Fitzherbert hervor, der jung starb. Nach dem Tod ihres zweiten Ehemannes im Jahre 1781 erhielt sie dessen Londoner Stadthaus in Mayfair und hatte ein jährliches Einkommen von 2.500 £.
Im Frühjahr 1784 wurde sie vom späteren König, Georg, Prince of Wales (1762–1830), in die Londoner High Society eingeführt. Am 15. Dezember 1785 heirateten beide heimlich im Red Rice House in Mayfair. Weil sie Katholikin war, wurde die Eheschließung vom Königshaus aufgrund des Act of Settlement und des Royal Marriages Act 1772 als ungültig angesehen. Aus politischen Gründen blieb die Verbindung geheim, und Fitzherbert versprach, nichts darüber in der Öffentlichkeit verlauten zu lassen. Durch seinen verschwenderischen Lebenswandel häufte der Prince of Wales Schulden an. Sein Vater weigerte sich, ihn zu unterstützen, falls dieser nicht seine Cousine Caroline von Braunschweig, Tochter des Herzog Karl Wilhelm Ferdinand von Braunschweig und Prinzessin Augusta von Großbritannien, heiratete. So sah sich Prinz Georg zunächst gezwungen, aus seiner Residenz Carlton House auszuziehen und im Haus von Maria Fitzherbert zu wohnen.
1795 gab Prinz Georg schließlich nach und trennte sich von Maria, die er mit einer Jahresrente von 3.000 £ versorgte. Er heiratete Caroline  am 8. April 1795 im St. James’s Palace. 1799 nahm er das Zusammenleben mit Maria Fitzherbert wieder auf, die sich 1804 im Seebad Brighton unmittelbar neben der dortigen Residenz des Königs, Marlborough House, ein Haus namens Steine House errichten ließ, das sie bis zu ihrem Tod bewohnte. 1807 verließ sie der Regent endgültig für seine neue Favoritin, Isabella Seymour-Conway, Marchioness of Hertford. Nach dem Tod von Georg IV., 1830, wurden die Briefe von Maria Fitzherbert gefunden und Schritte unternommen, diese zu vernichten. Der neue König, Wilhelm IV., erklärte sich bereit, Maria Fitzherbert zur Duchess zu erheben, doch sie lehnte dies ab. Zu Georgs Nichte, der späteren Königin Victoria, hatte sie ein herzliches Verhältnis.

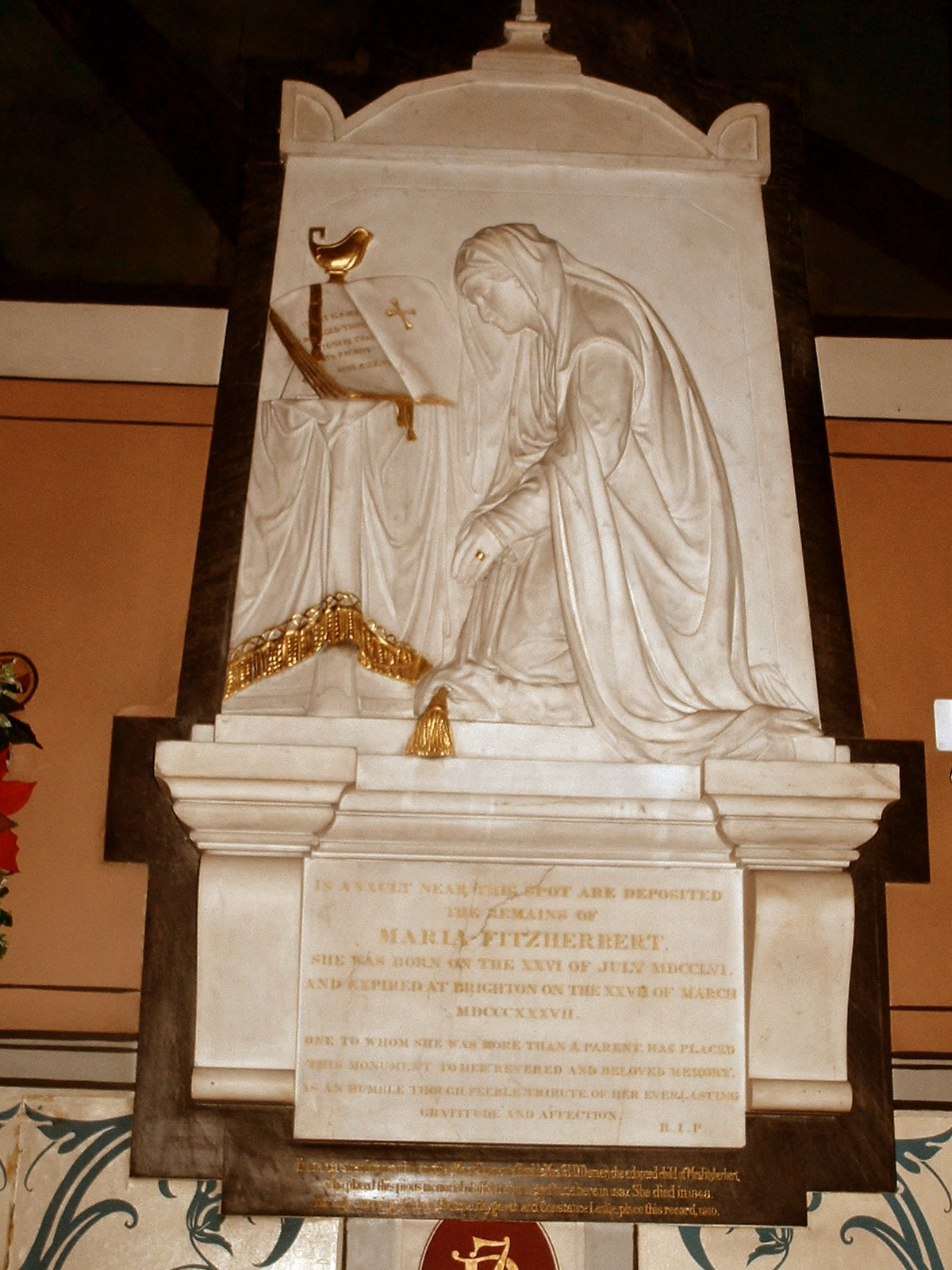
Grabmonument der Maria Fitzherbert in Brighton

Maria Fitzherbert starb 1837 und wurde in der Kirche St John the Baptist in Brighton begraben; dort befindet sich auch eine Gedenktafel und ihr Grabmonument, das sie kniend mit drei Eheringen (als Zeichen der eingegangenen drei Ehen) zeigt. In London gehörte sie über lange Jahre zu den engagiertesten Gemeindemitgliedern der bayerischen Gesandtschaftskapelle Warwick Street Church.